# Nathan Lee Graham
Nathan Lee Graham est un acteur et humoriste américain né le 9 septembre 1968 à Saint-Louis au Missouri.

## Filmographie

### Cinéma
- 2001 : Zoolander : Todd
- 2002 : Fashion victime : Frederick Montana
- 2005 : Sledge: The Untold Story : Glen Jefferies
- 2005 : Hitch, expert en séduction : Geoff
- 2009 : Friends of Dorothy
- 2011 : Bad Actress : Cassandra et Dave Gilner
- 2011 : Trophy Kids : Barcelona
- 2012 : Migraine : Carl
- 2016 : Zoolander 2 : Todd

### Télévision
- 2002 : Absolutely Fabulous : l'assistant de GUFF (1 épisode)
- 2004 : Quintuplets : Marcello (1 épisode)
- 2005 : Mon Comeback : Peter (6 épisodes)
- 2006 : Scrubs : Devon et Eric Burton (1 épisode)
- 2008 : The More Things Change : Manny
- 2010 : New York, unité spéciale : le propriétaire de la galerie (saison 11, épisode 12)
- 2013 : New York, unité spéciale : le substitut du procureur Franklin (saison 14, épisode 10)

2018-2018 : L.A to Vegas : Bernard (15 épisodes)
• 2025 : Mid-Century Modern : Arthur